# Saint-Georges-de-Noisné
Saint-Georges-de-Noisné település Franciaországban, Deux-Sèvres megyében. Lakosainak száma 685 fő (2022. január 1.). Saint-Georges-de-Noisné Augé, Clavé, Exireuil, Saint-Lin, Saivres és Verruyes községekkel határos.

## Népesség
A település népessége az elmúlt években az alábbi módon változott:
| Lakosok száma | 722  | 720  | 724  | 700  | 700  | 694  | 692  | 686  | 685  |
|               | 2013 | 2015 | 2016 | 2017 | 2018 | 2019 | 2020 | 2021 | 2022 |